# Hendry Thomas
Hendry Bernardo Thomas Suazo, född den 23 februari 1985 i La Ceiba, Honduras, är en honduriansk fotbollsspelare som spelar för Fort Lauderdale Strikers.